# Железные дороги Дальстроя

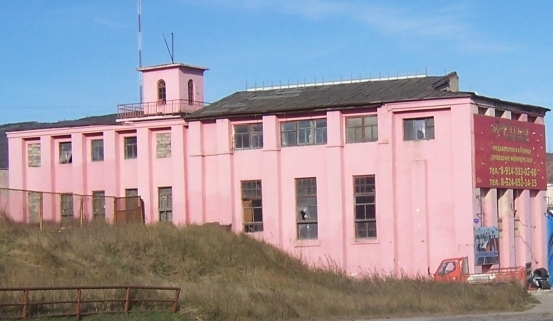
Здание бывшего ЖД депо в Магадане

## Перечень железных дорог
- Лесовозные железные дороги Магадана (по долинам рек Магаданка и Каменушка)
- Железная дорога Магадан — Палатка
- Железная дорога Усть-Таскан — Эльген-Угольный
- Электрифицированная железная дорога рудника Холодный
- ЖД-линия оборонного назначения на мысе Островной, предназначавшаяся для подвоза боеприпасов к береговой батарее
- Технологическая узкоколейная ЖД от Кадыкчанской угольной шахты до Аркагалинской электростанции, протяжённостью 4,5 км; сдана в эксплуатацию в 1946 году
- Технологические узкоколейные ЖД на рудниках Бутугычаг и Иультинский
- Технологические узкоколейные ЖД на приисках Большевик и Верхний Ат-Урях
- Узкоколейная железная дорога Беринговский — Нагорный, соединявшая шахту в посёлке Нагорный с морским портом в посёлке Беринговский
- Узкоколейная железная дорога Зырянка — Угольное

## Лесовозные железные дороги
Необходимость постройки местных лесовозных дорог была продиктована острой нехваткой строительных материалов и топлива для строящегося города.
Первая линия (по долине реки Магаданки) была построена уже в 1932 году, общая длина её составляла около 16 километров, ширина колеи — 750 мм. В течение 1930-х годов к основной линии было пристроено ответвление вдоль долины реки Каменушки, протяжённостью около 9 км.

## Железная дорога Магадан — Палатка

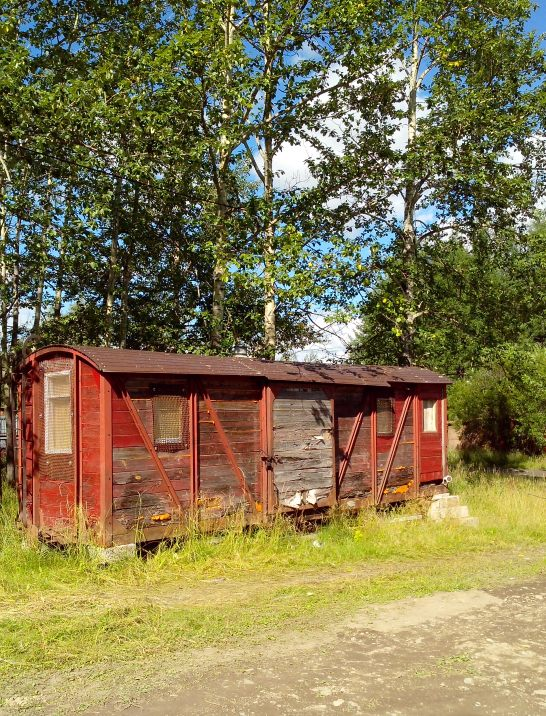
Вагон, сохранившийся рядом с территорией геофизической обсерватории Магадан в п. Стекольный

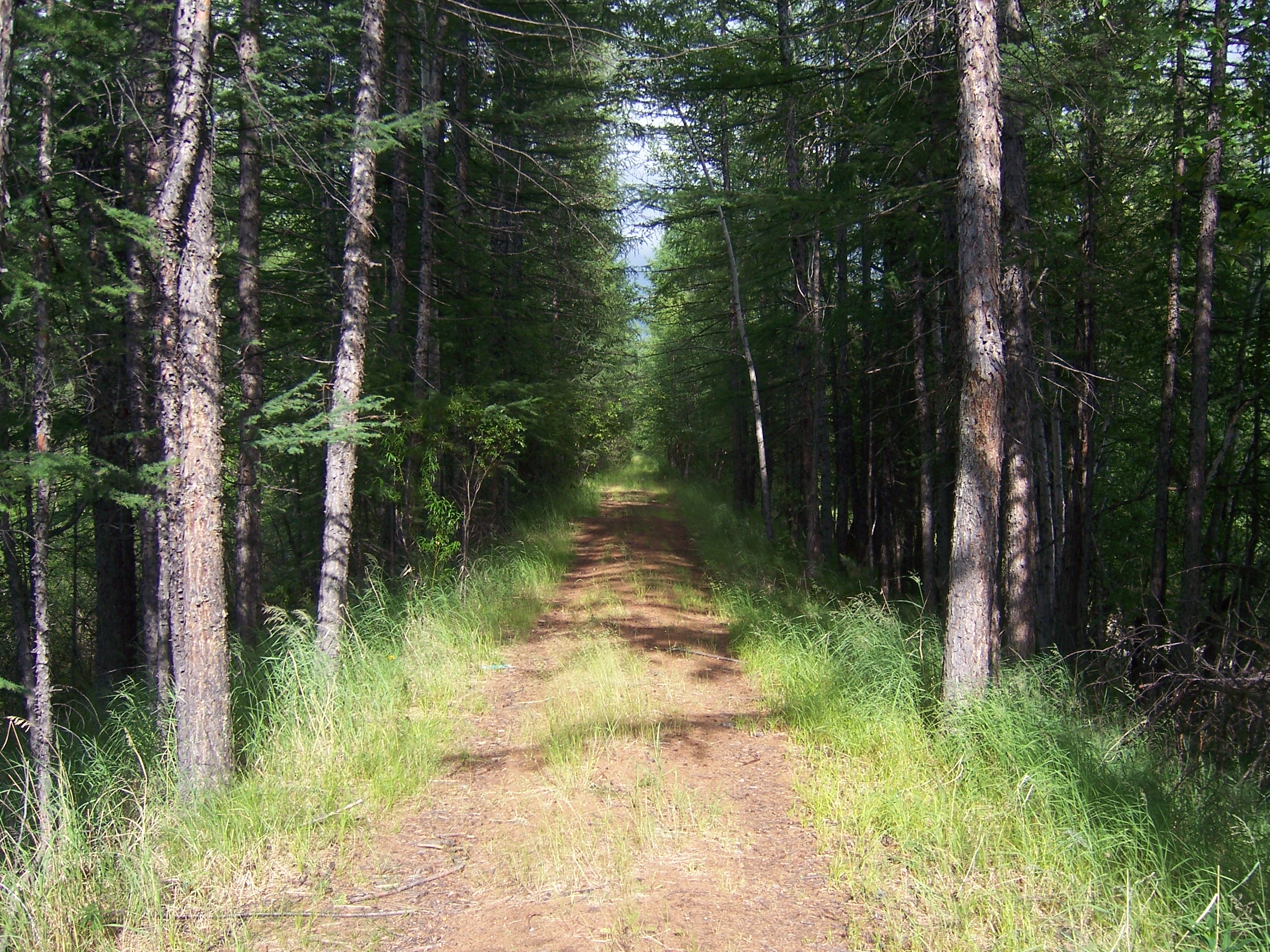
Насыпь узкоколейной ЖД Магадан-Палатка

1 января 1940 года был подписан приказ о строительстве узкоколейной дороги Магадан — Палатка, уже весной того же года началось строительство. Первый участок был сдан в эксплуатацию в 1941 году, а к 1950 году строительство было полностью закончено. Общая протяжённость дороги составляла чуть более 90 км, ширина колеи — 750 мм. Начальным пунктом должен был стать Магаданский порт, однако ветка до него так и не была построена ввиду сложностей рельефа; фактически, дорога начиналась в районе Магаданского механического завода. В качестве начального пригородного участка новой дороги использовалась лесовозная узкоколейка по реке Каменушка (примерно до нас. пункта Инвалидный), далее дорога поворачивала на восток, к Колымской трассе, и шла вдоль неё до поста 51-й км. После этого трасса железной дороги пролегала по долине реки Уптар до посёлка Сплавная, затем по долине реки Хасын продолжалась до посёлка Палатка, заканчиваясь в микрорайоне Новая Палатка, где стоял поворотный круг для паровозов.
Железная дорога использовалась для снабжения северных районов со складов «Колымснаб» в Магаданском порту, в обратном направлении перевозился строительный лес и дрова с лесоразработок долины Хасына, а также уголь с Хасынского месторождения.
Подвижный состав железной дороги Магадан — Палатка состоял из 21 паровоза и 320 вагонов. Вдоль дороги располагалось семь железнодорожных станций: Магадан, Уптар, Мыс Пограничный (Сплавная), Лесная, Красавица, Хасын, Палатка и четыре разъезда: 12-й км, Дукча, Водяной, Хабля. Управление дороги размещалось к 50-му году в Уптаре.
В 1956 году узкоколейка была признана нерентабельной и движение поездов по ней прекратилось. Окончательно дорогу разобрали к концу 50-х.

### Карты
- Крупномасштабная карта недостроенного пути железной дороги Магадан—Палатка (до раз. 75-й км) — факсимиле оригинала 1942 года
- Иллюстрированная интерактивная карта железной дороги Магадан—Палатка от раз. 75-й км до ст. Палатка — реконструкт

## Железная дорога Усть-Таскан — Эльген-Угольный
Тасканская железная дорога была введена в эксплуатацию в 1939 году и предназначалась для освоения Эльгенского буроугольного месторождения, снабжения углём посёлка Усть-Таскан, а через него и других посёлков Центральной Колымы. Она соединяла Усть-Таскан с центром угледобычи — посёлком Эльген-Угольный, проходя большей частью по долине реки Лыглытах.
Протяжённость дороги составляла около 70 километров. Кроме конечных станций имелась станция Зелёный мыс, а также пять разъездов: Заозерная, Известковый, Подгорная, Лосиная и 62-й километр. Парк локомотивов состоял из восемнадцати паровозов серий 157, 159, ГР-4 и ВП. Парк вагонов насчитывал 188 вагонов и платформ.
В дальнейшем узкоколейка должна была дойти до Нижнего Сеймчана, однако, вторую очередь дороги так и не построили. В перспективе планировалось соединить между собой Тасканскую и Зырянскую железные дороги, а также довести дорогу Магадан — Палатка до Усть-Таскана, однако, этим планам не суждено было осуществиться.
Закончилась эксплуатация дороги в 1956 году.

## Железная дорога рудника Холодный

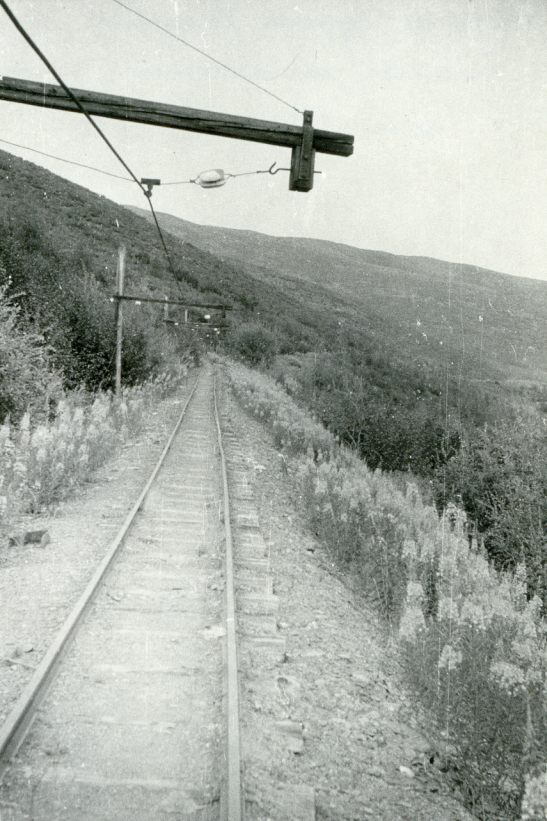
ЖД на рудник Холодный

Дорога предназначалась для перевозки руды от рудника к золотоизвлекательной фабрике. Располагалась в долине реки Утиная, вдоль ручья Холодный, длина её составляла 2 километра. Это, вероятно, единственная из узкоколеек Дальстроя, которая была электрифицирована. Начало эксплуатации — середина 40-х годов прошлого века, окончание — середина 50-х.
Известный колымский краевед И. А. Паникаров писал в своей статье:
Сырьем для фабрики служила руда Утинского золоторудного месторождения. Доставлялась она на фабрику с рудника «Холодный» по узкоколейной железной дороге круглосуточно по 10—15 вагонеток вместимостью полторы тонны. Тягловой силой служили электровозы и автомашины.

## Нереализованные ЖД проекты по Дальстрою (1938—51 г.г.)[1]
- Усть-Таскан — Сеймчан — Зырянка — Угольное. Колея — 750 мм, длина — 600 км. Были реализованы два участка: Усть-Таскан — Эльген-Угольный и Зырянка — Угольное
- Усть-Таскан — Оймякон. Колея — 750 мм, длина — 500 км.
- Угольное — Хонуу (Мома). Колея — 750 мм, длина — 420 км.
- Оймякон — Хонуу (Мома). Колея — 750 мм, длина — 430 км.
- Оймякон — Крест-Хальджай. Широкая колея, длина — 550 км. В проекте отмечалось, что это дорога, первые несколько лет, была бы «островной» (автономной), до подхода к Крест-Хальджаю ширококолейной магистрали со стороны БАМа.
- Магаданский ЖД узел (кроме построенных дорог)
  - Линия Весёлая — Дукча со станциями (21,3 км)
  - Линия Угольный причал — ТЭС со станциями (9,2 км)
  - Ветка от дороги Магадан — Палатка к Мелководнинскому угольному месторождению
  - Пассажирский вокзал «Магадан» (двухэтажное здание)
  - Пассажирский вокзал «Порт Нагаево» (двухэтажное здание)

На планируемую дорогу Палатка — Усть-Таскан, которая должна была связать Магаданский узел с верхнеколымскими дорогами, проектная документация так и не была разработана.
Узкоколейные железные дороги (за исключением рудничных) предполагалось в будущем перешить на широкую колею, включив их в единую железнодорожную сеть страны

### Карты
- Карта проектируемой сети железных дорог Колымской области
- Магаданский ЖД узел
- Карта ветки к Мелководной

### Внешний вид вокзалов
- Станция Магадан
- Станция Порт Нагаево

## Интересные сведения из документов и воспоминаний
- В предвоенные годы лесовозная дорога использовалась и для вывоза отдыхающих на природу. В выходные дни один из паровозов с составом платформ предоставляли городским организациям для перевозки экскурсий и рядовых магаданцев, желавших отдохнуть в живописных окрестностях Магадана.

Козлов А. Г. Магадан: возникновение, становление и развитие административного центра Дальстроя (1929—1945)
- Из воспоминаний Б. Казакова, изучавшего историю стекольного завода. Вот что пишет этот исследователь:

«Задержка в пути всегда раздражает водителя и пассажира. Однако одну из таких оба воспринимали, можно сказать, с теплотой. Это когда опускался шлагбаум при прохождении поезда железной дороги Магадан — Палатка. Она же пролегала и, считай, под окнами у дома ИТР. Редкий его обыватель не подходил к окну, чтобы полюбоваться составом, подходящим к станции Красавица. А у 47-го км машины замедляли ход, чтобы полюбоваться маневровыми паровозами — там было депо. А как же иначе, кто из прибывших в своё время на Колыму, миновав сибирские дали, к берегам Тихого океана добирался не поездом? От этой железной дороги, хоть и казалась она игрушечной, на всех веяло материком, который был так далеко!»
Цитируется по книге П. Засухина «Мост между временами»
- На память о железнодорожном прошлом в Магадане остались 1-й, 2-й и 3-й Железнодорожные переулки, Железнодорожная улица, а также остановка под названием Водокачка. В посёлке Стекольный также есть улица Железнодорожная.

- По мнению И. И. Лукина, одного из первостроителей Северо-Востока, почётного гражданина Магадана, железная дорога Магадан — Палатка была искусственно доведена до состояния нерентабельности. Вот что он пишет в своей книге:

«Управление дороги подчинялось начальнику Колымснаба, но с апреля 1953 г. дорога была передана в подчинение управления автотранспорта. Руководители этого подразделения, как показало время, не были заинтересованы в развитии узкоколейки и практически ничем не помогали коллективу дорожников, взяв негласный курс на ликвидацию узкоколейки. Этому способствовала и частая сменяемость руководства дороги. … В итоге с 1952 г. дорога обеспечивала только односторонний грузопоток: Магадан — Палатка… Теперь уже можно было говорить и о нерентабельности магистрали, чем не преминули воспользоваться руководители управления автотранспорта С. С. Толкачев, а затем и А. М. Рыхлицкий. Они неоднократно ставили вопрос перед начальником Дальстроя о ликвидации дороги. Для них дорога была чужой, требовала внимания, оперативного решения многих вопросов, связанных с ее работой. Только нежелание заниматься железной дорогой привело к ликвидации конкурентного транспорта.»
Лукин И. И. Первостроители: Из истории стр-ва на Крайнем Северо-Востоке СССР (орфография цитаты сохранена в соответствии с источником)
- Несколько паровозов было построено непосредственно в Магадане, об этом пишет в своих воспоминаниях В. А. Логвинов, бывший главный инженер Магаданского механического завода:

«До войны на Колыму было завезено несколько локомотивов типа „Кукушка“. Мы их ремонтировали до поры до времени, а потом ремонтировать стало уже нечего, так поизносились. Посмотрели мы на эти паровозы, подумали, прикинули: сложная штука, но построить можно. И вот от рамы до золотников, от шатунов до колосниковой решетки мы такой паровоз построили…»
Логвинов В. Судьба моя, завод: Воспоминания бывшего главного инженера Магаданского механического завода (орфография цитаты сохранена в соответствии с источником)